# Valravillon
Valravillon [valʁavijɔ̃] est une commune nouvelle située dans le département de l'Yonne, en région Bourgogne-Franche-Comté, qui a été créée le 1er janvier 2016.
Elle réunit les communes de Guerchy, Laduz, Neuilly et Villemer.

## Géographie

### Climat
Pour des articles plus généraux, voir Climat de la Bourgogne-Franche-Comté et Climat de l'Yonne.
En 2010, le climat de la commune est de type climat océanique dégradé des plaines du Centre et du Nord, selon une étude du Centre national de la recherche scientifique s'appuyant sur une série de données couvrant la période 1971-2000. En 2020, Météo-France publie une typologie des climats de la France métropolitaine dans laquelle la commune est exposée à un climat océanique altéré et est dans une zone de transition entre les régions climatiques « Lorraine, plateau de Langres, Morvan » et « Centre et contreforts nord du Massif Central ». 
Pour la période 1971-2000, la température annuelle moyenne est de 11,2 °C, avec une amplitude thermique annuelle de 15,2 °C. Le cumul annuel moyen de précipitations est de 714 mm, avec 11,4 jours de précipitations en janvier et 7,7 jours en juillet. Pour la période 1991-2020, la température moyenne annuelle observée sur la station météorologique de Météo-France la plus proche, « Aillant », sur la commune de Montholon à 7 km à vol d'oiseau, est de 11,5 °C et le cumul annuel moyen de précipitations est de 727,4 mm. 
La température maximale relevée sur cette station est de 42,7 °C, atteinte le 24 juillet 2019 ; la température minimale est de −23,5 °C, atteinte le 25 février 1986,,. 
Les paramètres climatiques de la commune ont été estimés pour le milieu du siècle (2041-2070) selon différents scénarios d'émission de gaz à effet de serre à partir des nouvelles projections climatiques de référence DRIAS-2020. Ils sont consultables sur un site dédié publié par Météo-France en novembre 2022.

## Urbanisme

### Typologie
Au 1er janvier 2024, Valravillon est catégorisée commune rurale à habitat dispersé, selon la nouvelle grille communale de densité à sept niveaux définie par l'Insee en 2022.
Elle est située hors unité urbaine. Par ailleurs la commune fait partie de l'aire d'attraction d'Auxerre, dont elle est une commune de la couronne,. Cette aire, qui regroupe 104 communes, est catégorisée dans les aires de 50 000 à moins de 200 000 habitants,.

## Toponymie
Le nom fait référence au val du Ravillon, cours d'eau qui traverse chaque ancienne commune.

## Histoire
Créée par un arrêté préfectoral du 17 novembre 2015, elle est issue du regroupement des quatre communes de Guerchy, Laduz, Neuilly et Villemer qui sont devenues des communes déléguées. Son chef-lieu est fixé à Guerchy.

## Politique et administration

### Liste des maires
| Période        | Période  | Identité      | Étiquette | Qualité |
| -------------- | -------- | ------------- | --------- | --- |
| 4 janvier 2016 | En cours | Mahfoud Aomar | DVD       | Président de l'Association des maires de l'Yonne Président de la Communauté de communes de l'Aillantais Conseiller départemental (2018-2021) |

### Communes déléguées
| Nom             | Code Insee | Intercommunalité   | Superficie (km2) | Population (dernière pop. légale) | Densité (hab./km2) |
| --------------- | ---------- | ------------------ | ---------------- | --------------------------------- | ------------------ |
| Guerchy (siège) | 89196      | CC de l'Aillantais | 11,86            | 659 (2013)                        | 56                 |
| Laduz           | 89213      | CC de l'Aillantais | 7,54             | 328 (2013)                        | 44                 |
| Neuilly         | 89275      | CC de l'Aillantais | 13,39            | 448 (2013)                        | 33                 |
| Villemer        | 89457      | CC de l'Aillantais | 4,26             | 241 (2013)                        | 57                 |

### Démographie
L'évolution du nombre d'habitants est connue à travers les recensements de la population effectués dans la commune depuis sa création.

En 2022, la commune comptait 1 777 habitants, en évolution de +1,48 % par rapport à 2016 (Yonne : −1,95 %, France hors Mayotte : +2,11 %).
| 2014  | 2015  | 2020  | 2022  |
| ----- | ----- | ----- | ----- |
| 1 707 | 1 735 | 1 752 | 1 777 |

## Culture locale et patrimoine

### Lieux et monuments
- Église de l'Assomption de Neuilly.
- Cimetière de Neuilly.

### Personnalités liées à la commune
- Henri Bonnerot (1838-1886), homme politique né à Neuilly (ancienne commune).